# Várzea Alegre
Várzea Alegre è un comune del Brasile nello Stato del Ceará, parte della mesoregione del Centro-Sul Cearense e della microregione di Várzea Alegre.